# 鹧鸪山囊瓣芹
鹧鸪山囊瓣芹（学名：Pternopetalum trifoliatum）为伞形科囊瓣芹属的植物，为中国的特有植物。分布在中国大陆的四川等地，生长于海拔3,400米至3,900米的地区，常生于冷杉林下苔藓中以及山坡林缘湿处，目前尚未由人工引种栽培。